# Stacy Marie Fuson
Stacy Marie Fuson (Tacoma, Washington; 30 de agosto de 1978) es una modelo estadounidense que fue playmate del mes de febrero de 1999 de la revista Playboy. Su centerfold fue realizado por el fotógrafo Arny Freytag. También fue nombrada como St. Pauli Girl en 2005.
Fuson actualmente es la presentadora principal en FoxxyNews.com, un sitio web que se mofa del canal Fox News con Playmates de Playboy, modelos de Victoria's Secret, chicas de portada de Maxim y similares. Fuson trabaja con la también Playmate Lauren Anderson, que es la presentadora de deportes.